# Bitter Seeds
Bitter Seeds is een Amerikaanse documentairefilm van Micha X. Peled uit 2011. De film is het derde deel in Peleds globaliseringstrilogie na Store Wars: When Wal-Mart Comes to Town en China Blue.

## Inhoud
In India plegen veel katoenboeren zelfmoord, omdat ze in zware financiële problemen verkeren. Micha Peled laat een beeld zien van tegenvallende resultaten met genetisch gemodificeerde zaden van Monsanto. De boeren geven aan dat ze de belofte hebben gekregen dat er minder pesticiden nodig zouden zijn en een hogere opbrengst zou volgen, maar dat zij het tegengestelde ervaren. Ook zou er door een monopoliepositie van Monsanto bijna geen biologische zaden meer beschikbaar zijn in India. Tevens wordt Manjusha Ambarwar, journalistiekstudente en dochter van een overleden katoenboer, gevolgd tijdens het schrijven van een artikel over de zelfmoordgolf.

## Ontvangst

### Prijzen
De documentaire won vier prijzen voor documentairefilms, de Green Screen Award (2011), de Oxfam Global Justice Award (2011), de Humanitas Award (2012) en de International Green Film Award (2013).

### Kritiek
Uit een analyse van het tijdschrift Nature blijkt dat de zelfmoorden al gaande waren voordat Monsanto in India actief werd.